# VSX1
VSX1 (англ. Visual system homeobox 1) – білок, який кодується однойменним геном, розташованим у людей на короткому плечі 20-ї хромосоми. Довжина поліпептидного ланцюга білка становить 365 амінокислот, а молекулярна маса — 38 431.
| 10         |  | 20         |  | 30         |  | 40         |  | 50         |
| ---------- |  | ---------- |  | ---------- |  | ---------- |  | ---------- |
| MTGRDSLSDG |  | RTSSRALVPG |  | GSPRGSRPRG |  | FAITDLLGLE |  | AELPAPAGPG |
| QGSGCEGPAV |  | APCPGPGLDG |  | SSLARGALPL |  | GLGLLCGFGT |  | QPPAAARAPC |
| LLLADVPFLP |  | PRGPEPAAPL |  | APSRPPPALG |  | RQKRSDSVST |  | SDEDSQSEDR |
| NDLKASPTLG |  | KRKKRRHRTV |  | FTAHQLEELE |  | KAFSEAHYPD |  | VYAREMLAVK |
| TELPEDRIQV |  | WFQNRRAKWR |  | KREKRWGGSS |  | VMAEYGLYGA |  | MVRHCIPLPD |
| SVLNSAEGGL |  | LGSCAPWLLG |  | MHKKSMGMIR |  | KPGSEDKLAG |  | LWGSDHFKEG |
| SSQSESGSQR |  | GSDKVSPENG |  | LEDVAIDLSS |  | SARQETKKVH |  | PGAGAQGGSN |
| STALEGPQPG |  | KVGAT      |  |            |  |            |  |            |

A: Аланін

C: Цистеїн

D: Аспарагінова кислота

E: Глутамінова кислота

F: Фенілаланін

G: Гліцин

H: Гістидин

I: Ізолейцин

K: Лізин

L: Лейцин

M: Метіонін

N: Аспарагін

P: Пролін

Q: Глутамін

R: Аргінін

S: Серин

T: Треонін

V: Валін

W: Триптофан

Кодований геном білок за функцією належить до білків розвитку. 
Задіяний у таких біологічних процесах, як транскрипція, регуляція транскрипції, альтернативний сплайсинг. 
Білок має сайт для зв'язування з ДНК. 
Локалізований у ядрі.